# Скаржинський Віктор Петрович
Ві́ктор Петро́вич Скаржи́нський (1787, Трикрати, Ольвіопольський повіт, Херсонська губернія, Російська імперія — 1861, там само) — герой французько-російської війни 1812 року, діяч сільського господарства, один з піонерів і пропаґандистів степового і полезахисного лісорозведення. Походив з давнього українського козацького роду Скаржинських.

## Життєпис
Віктор Петрович Скаржинський народився 1787 року в родовому помісті — селі Трикрати, навчався в Херсоні, Миколаєві, Санкт-Петербурзі, служив у петербурзькому департаменті народної освіти. В 1811 році повернувся в родинний маєток.
Після початку Франко-російської війни 1812 року на власні кошти першим на Херсонщині організував з своїх селян військовий ескадрон свого імені у складі 188 чоловік. «Ескадрону сєму називатись іменем Скаржинського» — писав герцог де Рішельє. Ескадрон відзначився в боях на території Білорусі (при Лагойську, Орлі, Борисові) та у закордонному поході російських військ, зокрема під час облоги Торна (Пруссія). За участь у війні з Наполеоном нагороджений орденом Св. Анни ІІ ступеня.

Герб Скаржинських на їх садибі в с. Трикрати

Протягом 1818—1823 років Віктор Петрович очолював дворянство Херсонської губернії.
По завершенні війни Скаржинський організував у своєму маєтку Трикрати передове на той час господарство з поліпшеними сівозмінами. Заклав помологічний сад (221 ґатунок), дендрарій (281 вид.) з плантацією шовковиці при ньому (150 га) і плодовий сад з виноградником (100 га). Організував лісові розсадники і розробив агротехніку вирощування садивного матеріалу щодо степових умов. Акліматизував ряд деревних порід і кущів Південної Америки і Західної Європи.
Із лісорозсадників, створених ним, бралися саджанці для формування міських насаджень Одеси, Вознесенська, Миколаєва, Алушти, Алупки, композицій Одеського і Нікітського ботанічних садів, дендропарку “Софіївка” в Умані.
Скаржинський чітко усвідомлював полезахисне значення лісів і довів це на практиці. Ось чому його можна вважати основоположником полезахисного лісорозведення в нашому краї.
З 1819 до 1879 року були посаджені лісові урочища “Лабіринт”, “Василева пасіка”, “Рацинська дача” та ін.
Територія “Лабіринту” знаходиться у Вознесенському районі Миколаївської області і перетинається р. Арбузинкою – притокою р. Мертвовод, що впадає в р. Південний Буг.
Перші насадження закладені тут Скаржинським у 1819 р. Після обстежень пеньків у 1950 р., було встановлено вік повалених дерев – 138 років. Це свідчить про те, що саджанці на ділянці висаджували у шестирічному віці. Урочище назвали “Лабіринтом” тому, що його територія була перерізана балками, ярами, перекидними містками з одного берега Арбузинки на інший.
Дубові насадження збереглися до 1941 р., а в роки Другої світової війни переважна частина їх була знищена…
Під час буревію в серпні 1947 р. 570 дерев були вивернуті з корінням через близьке розташування кам’янистих грунтів.
Вздовж р. Мертвовод розташоване урочище “Василева пасіка”, також створене В. Скаржинським.
За дорученням Віктора Петровича кріпак Василь облаштував тут велику пасіку й отримував від неї чималі доходи. Через це й назвали урочище “Василева пасіка”.
Для догляду за лісом Скаржинський призначив Рацина – окремого управляючого. Його прізвище увіковічене в назві лісового урочища у Вознесенському районі – “Рацинська дача”. Лісничим цієї ділянки був Юрій Леман, який і створив у Рацино значні площі лісових насаджень.
Урочище «Лабіринт» – справді унікальне заповідне місце, що збереглося до наших днів. Найбільш визначна пам’ятка парку – 150-річні дуби заввишки 30 м і до метра завширшки. Сьогодні їх 154, кожен з них взятий на облік, пронумерований і охороняється як пам’ятка природи. Окрім дубів, є тут і інші дерева, часом екзотичні, завезені сюди із заморських держав.
Урочище «Лабіринт»
Парк площею 60 гектарів – це не тільки ліс. Звивисті береги річки Арбузинки Скаржинський зміцнив гранітом. Тому водойма зберегла рівне, незамулене дно. Штучні дамби, шлюзи, рукотворні ставки, озера, водоспади, традиційний місток закоханих, алейки і галявини збереглися донині. «Лабіринт» справді багатий природними пам’ятками, які збереглися в первозданному вигляді і має статус частини національного парку «Бузький Гард».
Національний парк «Бузький Гард»
На 1853 рік його лісопосадки перевищували 400 гектарів, для накопичення води в балках було облаштовано греблі і споруджено 40 ставків. Дендрологічний сад у його маєтку нараховував близько 300 видів дерев (кедри, сосни, туї, тамарикси, ялівці — насіння імпортувалися з Німеччини, США, Франції), плодовий сад — близько 200 видів (140 сортів яблук, 81 сорт груш, 20 сортів вишень і слив, 50 сортів абрикос). Щорічно з виноградників Скаржинського виготовляли біля 8 тис. цебер вина. Сучасне державне заповідне урочище Трикратський ліс є колишнім маєтком Скаржинського.
Винайшов і впровадив для захисту сільгоспугіддь лісосмуги. Постачав саджанці з власного розсадника в Одеський ботанічний сад, для акацієвих алей в П'ятигорську, парків Алупки і Місхора.
Помер у 1861 році у своєму маєтку в Трикратах.
Похований на Першому Християнському цвинтарі Одеси. 1937 року комуністичною владою цвинтар було зруйновано. На його місці був відкритий «Парк Ілліча» з розважальними атракціонами, а частина була передана місцевому зоопарку. Нині достеменно відомо лише про деякі перепоховання зі Старого цвинтаря, а дані про перепоховання Скаржинського відсутні.

## Нагороди та почесні звання

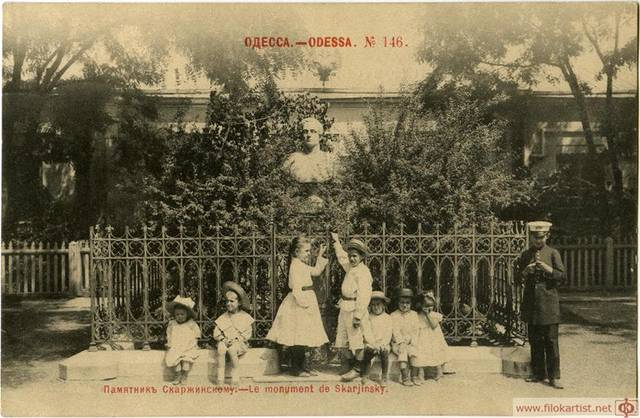
Пам'ятник Скаржинському в Одесі

За участь у Франко-російській війні 1812 року нагороджений орденом Святого Володимира IV ступеня з бантом.
У 1816 році за мужність і відданість нагороджений орденом Святої Анни II ступеня з діамантами.

## Сім'я
Після смерті у 1813 році сестри Лідії та загибелі в битві під Кульмом молодшого брата Миколи, Віктор Скаржинський залишився єдиним нащадком і спадкоємцем своїх батьків.
У 1817 році одружився з Варварою Григорівною Милорадович (1797—1852). У подружжя народилось чотири сини: Петро, Костянтин, Григорій, Віктор і дочка Надія.

## Вшанування пам'яті
16 червня 1872 року у міському саду Одеси, в присутності віце-президента і членів Товариства сільського господарства Південної Росії, почесних і посадових осіб міста і численної публіки відбулося святкове відкриття пам'ятника Віктора Скаржинському (зруйнований в 1937 році радянською владою).
Ім'ям Віктора Скаржинського названо вулицю у Миколаєві і провулок у місті Первомайську.
У місті Одеса перейменували увіз Восьмого Березня на узвіз Віктора Скаржинського.